# Copa Mohamed V 1963
La Copa Mohamed V 1963 fue la segunda edición del Trofeo Mohamed V. La competición de clubes se disputó en Casablanca, Marruecos. La disputaron 3 clubes invitados de la UEFA y el FAR Rabat, campeón de la liga marroquí. La copa fue ganada por Partizan, que venció en la final por 4 a 2 al Real Zaragoza.

## Equipos participantes
En cursiva los debutantes.
| Confederación | País                      | Equipo                        | Vía de clasificación                                  |
| ------------- | ------------------------- | ----------------------------- | ----------------------------------------------------- |
| CAF           | Marruecos (Organizador)   | FAR Rabat                     | Campeón de la Campeonato Nacional de Fútbol (1962/63) |
| UEFA          | España Francia Yugoslavia | Real Zaragoza Mónaco Partizan | Invitados                                             |

## Desarrollo
|  | Semifinales        | Semifinales   |   |                | Final        | Final |  |
|  |                    |               |   |                |              |       |  |
|  |                    |               |   |                |              |       |  |
|  | 25 de agosto       |               |   |                |              |       |  |
|  | Partizan (p.)      | 4             |   |                |              |       |  |
|  | Mónaco             | 4             |   |                |              |       |  |
|  |                    |               |   |                |              |       |  |
|  |                    |               |   |                | 26 de agosto |       |  |
|  |                    |               |   |                | Partizan     | 4     |  |
|  |                    | Real Zaragoza | 2 |                |              |       |  |
|  |                    |               |   |                |              |       |  |
|  |                    |               |   |                |              |       |  |
|  |                    |               |   |                | Tercer lugar |       |  |
|  | 25 de agosto       | 25 de agosto  |   | 26 de agosto   | 26 de agosto |       |  |
|  | Real Zaragoza (p.) | 1             |   | FAR Rabat (p.) | 3            |       |  |
|  | FAR Rabat          | 1             |   |                | Mónaco       | 3     |  |

### Semifinales
| 25 de agosto de 1963 | Real Zaragoza | 1:1 (1:0) | FAR Rabat      | Mohammed V, Casablanca |  |
|                      | - Lapetra 19' |           | - Mustapha 84' |                        |  |

| 25 de agosto de 1963 | Partizan | 4:4 | Mónaco | Mohammed V, Casablanca |  |

### Tercer puesto
| 26 de agosto de 1963 | FAR Rabat | 3:3 | Mónaco | Mohammed V, Casablanca |  |

### Final
| 26 de agosto de 1963                  | Partizan                                        | 4:2 (2:2, 2:2, 1:1) | Real Zaragoza                   | Mohammed V, Casablanca |  |
|                                       | - Galić 40' 117' - Iovanovic 77' - Becehas 115' |                     | - Canário 20' - Duca 65' (pen.) |                        |  |
| Primer final definida en la prórroga. |                                                 |                     |                                 |                        |  |

| Bandera de Yugoslavia      |
| Campeón Partizan 1° título |

## Goleadores
Nota: Se desconocen los autores de algunos de los goles.
| Jugador   | Equipo        | Goles |
| --------- | ------------- | ----- |
| Galić     | Partizán      | 2     |
| Iovanovic | Partizán      | 1     |
| Becehas   | Partizán      | 1     |
| Mustapha  | FAR Rabat     | 1     |
| Canário   | Real Zaragoza | 1     |
| Duca      | Real Zaragoza | 1     |
| Lapetra   | Real Zaragoza | 1     |

## Estadísticas
| Pos. | Equipo        | Pts | PJ | PG | PE | PP | GF | GC | Dif. | Rend. |
| ---- | ------------- | --- | -- | -- | -- | -- | -- | -- | ---- | ----- |
| 1    | Partizan      | 3   | 2  | 1  | 1  | 0  | 8  | 6  | 2    | 75%   |
| 2    | Real Zaragoza | 1   | 2  | 0  | 1  | 1  | 3  | 5  | -2   | 25%   |
| 3    | FAR Rabat     | 2   | 2  | 0  | 2  | 0  | 4  | 4  | 0    | 50%   |
| 4    | Mónaco        | 2   | 2  | 0  | 2  | 0  | 7  | 7  | 0    | 50%   |